# Jean Le Maingre (zm. 1367)
Jean Le Maingre (zm. 15 marca 1367) – francuski rycerz i dowódca, marszałek Francji za panowania Jana II Dobrego, ojciec Jeana Le Maingre, uczestnika bitew Nikopolis i Azincourt, który nosił nie tylko to samo imię, ale dzielił z nim również rodowy przydomek Boucicaut i sprawował ten sam urząd marszałka.